# 100 m masculin à la Ligue de diamant 2012
Navigation
2011
L'épreuve du 100 mètres masculin de la Ligue de diamant 2012 se déroule du 19 mai au 7 septembre 2012. La compétition fait successivement étape à Shanghai, Rome, Oslo, Paris, Londres et Stockholm, la finale ayant lieu à Bruxelles.

## Calendrier
| Date               | Meeting            | Ville     | Pays        |
| ------------------ | ------------------ | --------- | ----------- |
| 19 mai 2012        | Golden Grand Prix  | Shanghai  | Chine       |
| 31 mai 2012        | Golden Gala        | Rome      | Italie      |
| 7 juin 2012        | Bislett Games      | Oslo      | Norvège     |
| 6 juillet 2012     | Meeting Areva      | Paris     | France      |
| 13-14 juillet 2012 | London Grand Prix  | Londres   | Royaume-Uni |
| 17 août 2012       | DN Galan           | Stockholm | Suède       |
| 7 septembre 2012   | Mémorial Van Damme | Bruxelles | Belgique    |

## Résultats
| Date | Meeting                   | 1er                        | 1er   | 2e                       | 2e    | 3e                               | 3e    |
| --- | ------------------------- | -------------------------- | ----- | ------------------------ | ----- | -------------------------------- | ----- |
| 19 mai 2012 | Shanghai vent : -0,4 m/s  | Asafa Powell 10 s 02       | 4 pts | Mike Rodgers 10 s 08     | 2 pts | Nesta Carter 10 s 16             | 1 pt  |
| 31 mai 2012 | Rome vent : -0,1 m/s      | Usain Bolt 9 s 76 (WL, MR) | 4 pts | Asafa Powell 9 s 91      | 2 pts | Christophe Lemaitre 10 s 04 (SB) | 1 pt  |
| 7 juin 2012 | Oslo vent : +0,6 m/s      | Usain Bolt 9 s 79 (MR)     | 4 pts | Asafa Powell 9 s 85 (SB) | 2 pts | Lerone Clarke 10 s 10            | 1 pt  |
| 6 juillet 2012 | Paris vent : +0,0 m/s     | Tyson Gay 9 s 99           | 4 pts | Justin Gatlin 10 s 03    | 2 pts | Christophe Lemaitre 10 s 08      | 1 pt  |
| 13-14 juillet 2012 | Londres vent : -1,2 m/s   | Tyson Gay 10 s 03          | 4 pts | Ryan Bailey 10 s 09      | 2 pts | Nesta Carter 10 s 13             | 1 pt  |
| 17 août 2012 | Stockholm vent : +0,7 m/s | Ryan Bailey 9 s 93         | 4 pts | Nesta Carter 10 s 06     | 2 pts | Michael Frater 10 s 12           | 1 pt  |
| 7 septembre 2012 | Bruxelles vent : +0,3 m/s | Usain Bolt 9 s 86          | 8 pts | Nesta Carter 9 s 96      | 4 pts | Kemar Bailey Cole 9 s 97 (PB)    | 2 pts |
| Records et Performances - AR : Record continental (area record) - CR : Record des championnats (championship record) - MR : Record du meeting (meet record) - NR : Record national (national record) - OR : Record olympique (olympic record) - PR : Record paralympique (paralympic record) - PB : Record personnel (personal best) - SB : Meilleure performance personnelle de la saison (season's best) - WL : Meilleure performance mondiale de l'année (world leader) - WJR : Record du monde junior (world junior record) - WR : Record du monde (world record) Circonstances et Conditions - DNF : N'a pas terminé (did not finish) - DNS : N'a pas pris le départ (did not start) - DQ : Disqualification (disqualification) - NM : Aucun essai valable enregistré (No Mark) - Q : Qualifié « directement » au prochain tour (ou à la prochaine compétition), lors d'une compétition majeure, grâce au classement ou à la réalisation des minima (automatic qualifier) - q : Qualifié au prochain tour (ou à la prochaine compétition), lors d'une compétition majeure, grâce au repêchage ou à la réalisation de l'une des meilleures performances parmi celles des « non qualifiés directement » (grâce au meilleur temps ou à la meilleure distance par exemple) (secondary qualifier) |                           |                            |       |                          |       |                                  |       |

## Classement général
- Classement final[1] :

| Rang | Athlète      | Points |
| ---- | ------------ | ------ |
| 1    | Usain Bolt   | 16 pts |
| 2    | Nesta Carter | 8 pts  |
| 3    | Ryan Bailey  | 6 pts  |